# Campionati nordici di lotta 2006
I campionati nordici di lotta 2006 si sono svolti a Tampere, in Finlandia, il 12 agosto 2006.

## Podi

### Lotta greco-romana
| Evento        | Oro                  | Argento          | Bronzo           |
| Fino a 55 kg  | Anders Nyblom        | Jani Haapamäki   | Anders Rønningen |
| Fino a 60 kg  | Håkan Nyblom         | Stig André Berge | Esa Uimonen      |
| Fino a 66 kg  | Matti Kautto         | Olari Suislep    | Tero Välimäki    |
| Fino a 74 kg  | Mark Madsen          | Joakim Aardalen  | Marko Tuomela    |
| Fino a 84 kg  | Marko Yli-Hannuksela | Tarvi Thomberg   | Jim Pettersson   |
| Fino a 96 kg  | Ara Abrahamian       | Karol Maurer     | Rami Hietaniemi  |
| Fino a 120 kg | Jalmar Sjöberg       | Jimmy Lidberg    | Johan Eurén      |